# هرتز
الهرتز (رمزه بالعربية: هز  وبالإنجليزية Hz) هو وحدة قياس التردد لدى نظام الوحدات الدولي ويعرّف بأنه دورة لكل الثانية ، سمي باسم العالم الألماني هاينريش هيرتز (Heinrich Hertz) الذي كان أول شخص يثبت وجود الأمواج الكهرومغناطيسية، وغالبا ما يعبر عن الهرتز بمضاعفاته: كيلوهرتز (103 هز، رمزه كهز)، ميغاهرتز (106 هز، رمزه مغهز)، جيغاهرتز (109 هز، رمزه غهز)، تيراهرتز (1012 هز، رمزه تهز).
تستخدم وحدات التردد في وصف ترددات الأمواج الصوتية والكهرومغناطيسية بما فيها الترددات الراديوية، وتستخدم كذلك في وصف السرعات التي تشتغل عليها الحواسيب ومختلف الأجهزة الإلكترونية.

## تعريف
الهرتز وحدة دولية مشتقة من وحدة الزمن الأساسية التي هي الثانية، ويساوي الهرتز: «1 / ثانية» أو  ثـا-1، وقد عرّفت اللجنة الدولية للأوزان والمقاييس الثانية بأنها: مـدة 9.192.631.770 دور لشعاع ناتج عن انتقال إلكترون بين مستويي الطاقة الفائقين في الحالة القاعية لنظير ذرة السيزيوم 133.، وحدد المكتب الدولي للأوزان والمقاييس أن الهرتز يستخدم لقياس الظواهر الدورية فقط وأن البيكريل يستخدم لقياس الظواهر العشوائية المتعلقة بالنويدات المشعة فقط.
وبشكل عام يتم تعريف الهرتز على أنه: عدد تكرار أو تردد ظاهرة دورية خلال ثانية واحدة، ومنه فإن 1 هرتز يعني تكرر الظاهرة مرة واحدة خلال ثانية و1000 هرتز تكرر الظاهرة ألف مرة خلال ثانية واحدة (أنظر شكل1)، لا تختص وحدة الهرتز بحساب تردد الأمواج فحسب بل تستخدم لكل الظواهر الدورية حيث يمكن على سبيل المثال القول أن الساعة تدق بمعدل 1 هرتز أو أن المعدل الطبيعي لدقات قلب الإنسان هو 1.33 هرتز (80 دقة في الدقيقة)
يعبر الهرتز عن سرعة تكرر الظاهرة وفي حساب الأمواج فإن له علاقة بالسرعة (v) وطول الموجة (λ) ويعطى بالعلاقة التالية:
{\displaystyle {\frac {v}{\lambda }}=f}
حيث: {\displaystyle {\frac {v}{f}}=\lambda } و {\displaystyle \lambda \cdot f=v}
ويعطى بالدور حسب العلاقة:
{\displaystyle {\frac {1}{T}}=f}

شكل1:موجة جيبية متغيرة التردد، (يزيد التردد كلما تكررت الموجة في نفس المدة وهي 1 ثا).

باستخدام تحليل بعدي يمكن استنتاج أن الهرتز يساوي فعلا  ثـا-1، بتعويض وحدة السرعة (المتر على الثانية) والمسافة (المتر) في المعادلة الأولى نجد:
{\displaystyle \;s^{-1}}={\frac {1}{s}}=\mathrm {{\frac {m}{s\cdot m}}={\frac {v}{\lambda }}=f} 
ورغم أن للسرعة الزاوية والتردد الزاوي والهرتز نفس البعد 1/ثا، إلا أنه لا يعبر عن التردد الزاوي والسرعة الزاوية بالهرتز وإنما بوحدة زاوية أكثر ملائمة مثل الراديان على الثانية ومنه إن كان قرص يدور بمعدل 60 دورة في الدقيقة يقال أنه يدور بمعدل π2 راد/ثا أدق من 1 هرتز لأن الوحدة الأولى تعبر عن السرعة الزاوية والثانية عن عدد الدورات المكتملة خلال ثانية، التحويل بين التردد f المقاس بالهرتز والسرعة الزاوية ω المقاسة بالراديان على الثانية يعطى بالعلاقة التالية:
{\displaystyle 2\pi f\,=\omega } و {\displaystyle {\frac {\omega }{2\pi }}\,=f}

## تاريخ
سمي الهرتز باسم الفيزيائي الألماني هاينريش هيرتز (1857–1894)، الذي أسهم بشكل كبير في دراسات الكهرومغناطيسية، تم اعتماد الاسم من قبل اللجنة الكهروتقنية الدولية (IEC) سنة 1930 ، واعتمده المؤتمر العام للأوزان والمقاييس (CGPM) في 1960، واتخذ مكان الوحدة القديمة دورة لكل ثانية (cps) وكذلك مضاعفاتها بشكل أساسي كيلودورة لكل ثانية، ميجادورة لكل ثانية وأحيانا كيلوميجادورة لكل ثانية استبدلت بمضاعفات الهرتز، المصطلح دورة لكل ثانية تم استبداله بشكل كبير وعملي في العقد 1970.

## استخدامات

### الموجة الصوتية

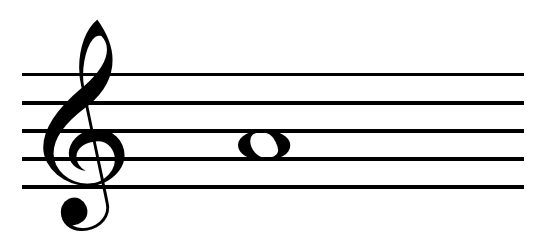
النوتة لا تحدد في الأغلب على تردد 440 هرتز

ينتقل الصوت على شكل موجات طولية وهي تذبذب في ضغط الوسط الناقل، يفهم ويفسر الإنسان تردد الأمواج الصوتية بحدتها، توافق كل درجة موسيقية ترددا محددا للأمواج الصوتية يمكن أن يقاس بالهرتز. متوسط مجال الترددات الصوتية التي يمكن للإنسان إدراكها هي من 20 هرتز حتى 20 كيلوهرتز  وذلك تحت الشروط اختبارية مثالية (درجة حرارة هواء 17 مئوية وطول موجة بين 1.7 سنتمتر حتى 17 متر)، ويمكن للإنسان سماع ترددات صغيرة تصل لـ 12 هرتز  وكبيرة تصل إلى 28 كيلوهرتز، غير أن العتبة القصوى تنقص إلى 15 كيلوهرتز عند الإنسان البالغ وذلك تبعا للقناة السمعية الأخيرة للقوقعة، الإنسان حساس أكثر (يمكنه إدراك شدات صغيرة) للترددات بين ألفين وخمسة آلاف هرتز. مجال الموجات فوق الصوتية والتحت صوتية والترددات الفيزيائية الأخرى مثل الاهتزازات الجزيئية والذرية يتراوح من عدة فيمتوهرتز حتى يصل إلى حدود التيراهرتز وأكثر.

### الموجة الكهرومغناطيسية

طيف كهرومغناطيسي، موضحة فيها ترددات الطيف المرئية.

يعبر عن الإشعاع الكهرومغناطيسي بواسطة تردده وهو عدد ذبذبات المجالين الكهربائي والمغناطيسي المتعامدين في الثانية ويقاس بالهرتز.
يقاس التردد الراديوي عادة بالكيلوهرتز أو الميغاهرتز أو الجيغاهرتز. الضوء عبارة عن إشعاع كهرومغناطيسي بترددات أعلى تتراوح بين عدة عشرات (أشعة تحت حمراء) إلى آلاف (أشعة فوق البنفسجية) التيراهرتزات، ويطلق على الترددات المنخفضة في مجال التراهرتز أشعة تيراهيرتز.
توجد ترددات أعلى في الطبيعة مثل أشعة غاما والتي تقاس بالإكزاهرتز. ترددات الضوء والترددات الكهرومغناطيسية الأعلى يعبر عنها في الغالب بطول الموجة، أو طاقة الفوتون.

### الحواسيب
في الحواسيب يقترن أداء معظم وحدات المعالجة المركزية بواسطة معدل ساعاتها الذي يعبر عنه بالميجاهرتز أو الجيغاهرتز، ومعدل الساعة هو عدد إشارات الساعة التي يمكن لوحدة معالجة مركزية أن تقوم فيها بمعالجة تعليمة (أو جزء منها) خلال ثانية واحدة، فإذا كان لحاسوب ما وحدة معالجه مركزيه بسعة (6 جيجاهرتز) فهذا يعني أنه بإمكانها معالجة 6x109 تعليمة أو جزء منها خلال ثانية، ومنه الهرتز في الحاسوب هو عدد إشارات الساعة في الثانية.
إشارة الساعة عبارة عن موجة مربعة تعبر عن جهد كهربائي يتغير بين قيمتين عالية ومنخفضة بشكل منتظم ينتجها مولد نبضات وتسمح إشارة الساعة بمزامنة مراحل معالجة تعليمة حاسوبية، بحيث في كل إشارة ينتقل المعالج إلى المرحلة التالية.
الحكم على قوة المعالج وأدائه من خلال معدل ساعة وحده مفهوم خاطئ فهناك معالجات تستخدم عدة معدلات ساعة لتنفيذ تعليمة واحدة في حين أن أخرى يمكنها تنفيذ عدة تعليمات خلال معدل ساعة واحد، ومنه فإن قياس أداء المعالج يعتمد كذلك على تعليمة لكل دورة وهو عدد التعليمات المعالجة خلال معدل ساعة واحد.

## المضاعفات
| القواسم                     | القواسم | القواسم      |         | المضاعفات | المضاعفات   | المضاعفات |
| القيمة                      | الرمز   | الاسم        | القيمة  | الرمز     | الاسم       |           |
| 1−10 هز                     | دهز     | الـديسيهرتز  | 110 هز  | داهز      | الـديكاهرتز |           |
| 2−10 هز                     | سـهز    | الـسنتيهرتز  | 210 هز  | هـهز      | الـهكتوهرتز |           |
| 3−10 هز                     | مـهز    | الـمليهرتز   | 310 هز  | كـهز      | الـكيلوهرتز |           |
| 6−10 هز                     | مكـهز   | الـميكروهرتز | 610 هز  | مغهز      | الـميغاهرتز |           |
| 9−10 هز                     | نـهز    | الـنانوهرتز  | 910 هز  | جـهز      | الـجيجاهرتز |           |
| 10−12 هز                    | بـهز    | الـبيكوهرتز  | 1012 هز | تـهز      | الـتيراهرتز |           |
| 10−15 هز                    | فهز     | الـفمتوهرتز  | 1015 هز | بتهز      | الـبيتاهرتز |           |
| 10−18 هز                    | آهز     | الآتوهرتز    | 1018 هز | يهز       | الإكزاهرتز  |           |
| 10−21 هز                    | زبهز    | الـزيبتوهرتز | 1021 هز | زتهز      | الـزيتاهرتز |           |
| 10−24 هز                    | يكهز    | الـيوكتوهرتز | 1024 هز | يوهز      | الـيوتاهرتز |           |
| المضاعفات المشهورة بخط عريض |         |              |         |           |             |           |